# Первомайский переулок (Петергоф)
Первома́йский переу́лок — переулок в городе Петергофе Петродворцового района Санкт-Петербурга. Проходит от улицы Первого Мая на юг.
Название возникло в 1920-х годах. Происходит от улицы Первого Мая, от которой переулок начинается.
Первоначально Первомайский переулок проходит от улицы Первого Мая углом до улицы Дзержинского. Участок, примыкающий к улице Дзержинского, был упразднен в 1970-х годах.